# Земо Шарахеві
Земо Шарахеві (груз. ზემო შარახევი) — село в Грузії.
За даними перепису населення 2014 року в селі проживає 0 осіб.